# Witch's Romance
Witch's Romance (hangul: 마녀의 연애; rr: Manyeoeui Yeonae) é uma telenovela sul-coreana exibida pela tvN de 14 de abril a 10 de junho de 2014, estrelada por Uhm Jung-hwa e Park Seo-joon.
É um remake da série taiwanesa My Queen exibida em 2009.

## Enredo
Ban Ji-yeon é um 39 anos de idade repórter investigativo em Trouble Maker. Seu trabalho é a coisa mais importante na vida de Ji-yeon, e ela é tão apaixonada por ele que os colegas chamá-la de "bruxa" atrás das costas. Ji-yeon se concentra toda a sua energia no trabalho porque ela deixou de acreditar no amor depois de seu último namorado, fotógrafo de guerra de 41 anos Noh Shi-hoon desapareceu antes de seu dia do casamento.
Yoon Dong-ha é um cara de 25 anos que dirige um pequeno centro de recados com seu amigo. Sua loja vai fazer praticamente qualquer coisa para um cliente de se vestir como o Papai Noel para proporcionar segurança para uma estrela ídolo. Dong-ha parece happy-go-lucky, mas ele esconde um segredo tristeza, tendo perdido sua namorada para um problema cardíaco fatal. Desde sua morte, ele perdeu toda a sua ambição e unidade, com os seus planos de carreira marginalizados.

## Elenco

### Elenco principal
- Uhm Jung-hwa como Ban Ji-yeon
- Park Seo-joon como Yoon Dong-ha

### Elenco de apoio
- Yang Hee-kyung como Choi Jung-sook, mãe de Ji-yeon
- Ra Mi-ran como Baek Na-rae, amiga de Ji-yeon
- Lee Se-chang como Kang Min-gu, marido de Na-rae
- Yoon Hyun-min como Yong Soo-cheol, amigo de Dong-ha
- Sa Hee como Hong Chae-hee, assistente de Shi-hoon
- Bang Eun-hee como Oh Mi-yeon, mãe de Eun-chae
- Joo Jin-mo como Kwon Hyun-seob, editor e chefe de Ji-yeon
- Kang Sung-jin como Byun Seok-ki
- Yoon Joon-sung como Song Young-shik
- Shin Soo-hang como Nam Chang-min
- Lee Seul-bi como Oh Rin-ji
- Heo Do-young como Jae-woong

## Trilha sonora
1. 마녀의 연애 (Witch's Romance) - 이크거북
2. 마녀의 일기 (A Witch's Diary) - Spica
3. 미안해 (I'm Sorry) - Jung Joon-il
4. 내 맘에 들어와 (Come into My Heart) - Park Seo-joon
5. 안녕" (Hello) - Joo Hee (8Eight)
6. Witch Comic - 이크거북
7. 마녀의 일기 (Inst.) (A Witch's Diary (Inst.))
8. 미안해 (Inst.) (I'm Sorry (Inst.))
9. 내 맘에 들어와 (Inst.) (Come into My Heart (Inst.))
10. 안녕 (Inst.) (Hello (Inst.))
11. 내게 그대는 (To Me You Are) - 이크거북